# Franz Ruland (Politiker)
Franz Ruland (* 23. Juni 1901 in Saarbrücken; † 28. September 1964 ebenda) war ein deutscher Politiker (CVP, CDU).

## Leben
Ruland studierte Rechtswissenschaft an der Ludwig-Maximilians-Universität, wo er 1923 im Corps Palatia München aktiv wurde. Im selben Jahr schloss er sich dem Bund Reichskriegsflagge an. 1932 wurde er Mitglied des Stahlhelm, Bund der Frontsoldaten. Nach der Promotion zum Dr. iur. war er in Saarbrücken Richter (1930–1933) und Rechtsanwalt (1933–1939 und 1940/41). Zwischenzeitlich war er im Oberfinanzpräsidium und beim Hauptzollamt St. Aposteln in Köln tätig. Von 1941 bis 1945 diente er in der Wehrmacht. Von 1945 bis 1947 war er stellvertretender Landrat im Landkreis Königshofen im Grabfeld. Er kehrte nach Saarbrücken zurück und wurde Oberregierungsrat im Justizministerium des Saarprotektorats. Von 1948 bis 1951 war er Geschäftsführer des Arbeitgeberverbandes der Eisen- und Metallindustrie des Saarlandes sowie der Arbeitsgemeinschaft der Arbeitgeberorganisationen des Saarlandes.

## Politik
Ruland war zunächst Mitglied der Christlichen Volkspartei (CVP) des Saarlandes. Als im Juli 1956 die (bereits am 23. Januar 1957 wieder aufgelöste) Fusion mit der Zentrumspartei beschlossen wurde, gehörte er – wie auch Franz Schneider und Jakob Feller – zu den Gegnern dieses Bündnisses. Nach dem Beitritt zur Bundesrepublik Deutschland und der vorübergehenden Konstituierung der CVP als saarländischem Landesverband der CSU gehörte er kurzzeitig den Christsozialen an. Am 21. Juli 1957 wurde er zum stellvertretenden Landesvorsitzenden der CSU/CVP gewählt. Im Rahmen der Verständigung der meisten CVP-ler mit der CDU-Saar und der damit verbundenen Abspaltung der separatistischen Rest-CVP, die sich später SVP nannte, ging Ruland den Weg der Mehrheit und wurde CDU-Mitglied. Zur Zeit der saarländischen Selbständigkeit war er Gegner des DPS-Verbotes und Exponent des „neuen Kurses“, der eine stärkere wirtschaftliche Anbindung an die Bundesrepublik Deutschland vorsah.

### Abgeordneter
Von 1955 bis 1960 war Ruland Landtagsabgeordneter im Saarland. Im Januar 1957 wurde Ruland für die CVP vom Landtag des Saarlandes in den Deutschen Bundestag entsandt, am 23. Mai 1957 wurde er Gast der CDU/CSU-Bundestagsfraktion. Bei der Bundestagswahl im selben Jahr kandidierte er hinter Hermann Mathias Görgen auf Platz zwei der CSU/CVP-Liste, was zum Wiedereinzug in das Parlament, dem er bis zu seinem Tode dann für die CDU angehörte, reichte.

### Öffentliche Ämter
1951 trat Ruland als Wirtschaftsminister in das Kabinett von Johannes Hoffmann ein. Mit Bildung der Heimatbundkoalition unter Hubert Ney schied er 1955 aus der Landesregierung aus.